# Bactrocera contermina
Bactrocera contermina
 es una especie de díptero que Drew describió por primera vez en 1989. Bactrocera contermina pertenece al género Bactrocera de la familia Tephritidae.